# Argentinische Formel-4-Meisterschaft 2022
Die argentinische Formel-4-Meisterschaft 2022 (offiziell Campeonato de Argentina de Fórmula 4 certified by FIA 2022) wäre die zweite Saison der argentinischen Formel-4-Meisterschaft gewesen. Es waren 10 Rennen eingeplant gewesen. Die Meisterschaft hätte am 7. Mai in Paraná beginnen und am 18. September in Buenos Aires enden sollen.

## Rennkalender
Es hätten fünf Rennwochenenden auf fünf Rennstrecken mit je zwei Rennen stattfinden sollen.
| Nr. | Datum         | Rennstrecke                                               | Sieger   | Zweiter  | Dritter  | Pole-Position | Schnellste Rennrunde |
| --- | ------------- | --------------------------------------------------------- | -------- | -------- | -------- | ------------- | -------------------- |
| —.  | 07. Mai       | Autódromo Ciudad de Paraná (Paraná)                       | Abgesagt | Abgesagt | Abgesagt | Abgesagt      | Abgesagt             |
| —.  | 08. Mai       | Autódromo Ciudad de Paraná (Paraná)                       | Abgesagt | Abgesagt | Abgesagt | Abgesagt      | Abgesagt             |
| —.  | 25. Juni      | Autódromo Provincia de La Pampa (Toay)                    | Abgesagt | Abgesagt | Abgesagt | Abgesagt      | Abgesagt             |
| —.  | 26. Juni      | Autódromo Provincia de La Pampa (Toay)                    | Abgesagt | Abgesagt | Abgesagt | Abgesagt      | Abgesagt             |
| —.  | 16. Juli      | Autódromo San Nicolás Ciudad (San Nicolás de los Arroyos) | Abgesagt | Abgesagt | Abgesagt | Abgesagt      | Abgesagt             |
| —.  | 17. Juli      | Autódromo San Nicolás Ciudad (San Nicolás de los Arroyos) | Abgesagt | Abgesagt | Abgesagt | Abgesagt      | Abgesagt             |
| —.  | 27. August    | Autódromo Termas de Río Hondo (Termas de Río Hondo)       | Abgesagt | Abgesagt | Abgesagt | Abgesagt      | Abgesagt             |
| —.  | 28. August    | Autódromo Termas de Río Hondo (Termas de Río Hondo)       | Abgesagt | Abgesagt | Abgesagt | Abgesagt      | Abgesagt             |
| —.  | 17. September | Autódromo Juan y Oscar Alfredo Gálvez (Buenos Aires)      | Abgesagt | Abgesagt | Abgesagt | Abgesagt      | Abgesagt             |
| —.  | 18. September | Autódromo Juan y Oscar Alfredo Gálvez (Buenos Aires)      | Abgesagt | Abgesagt | Abgesagt | Abgesagt      | Abgesagt             |